# 瑙谢拉

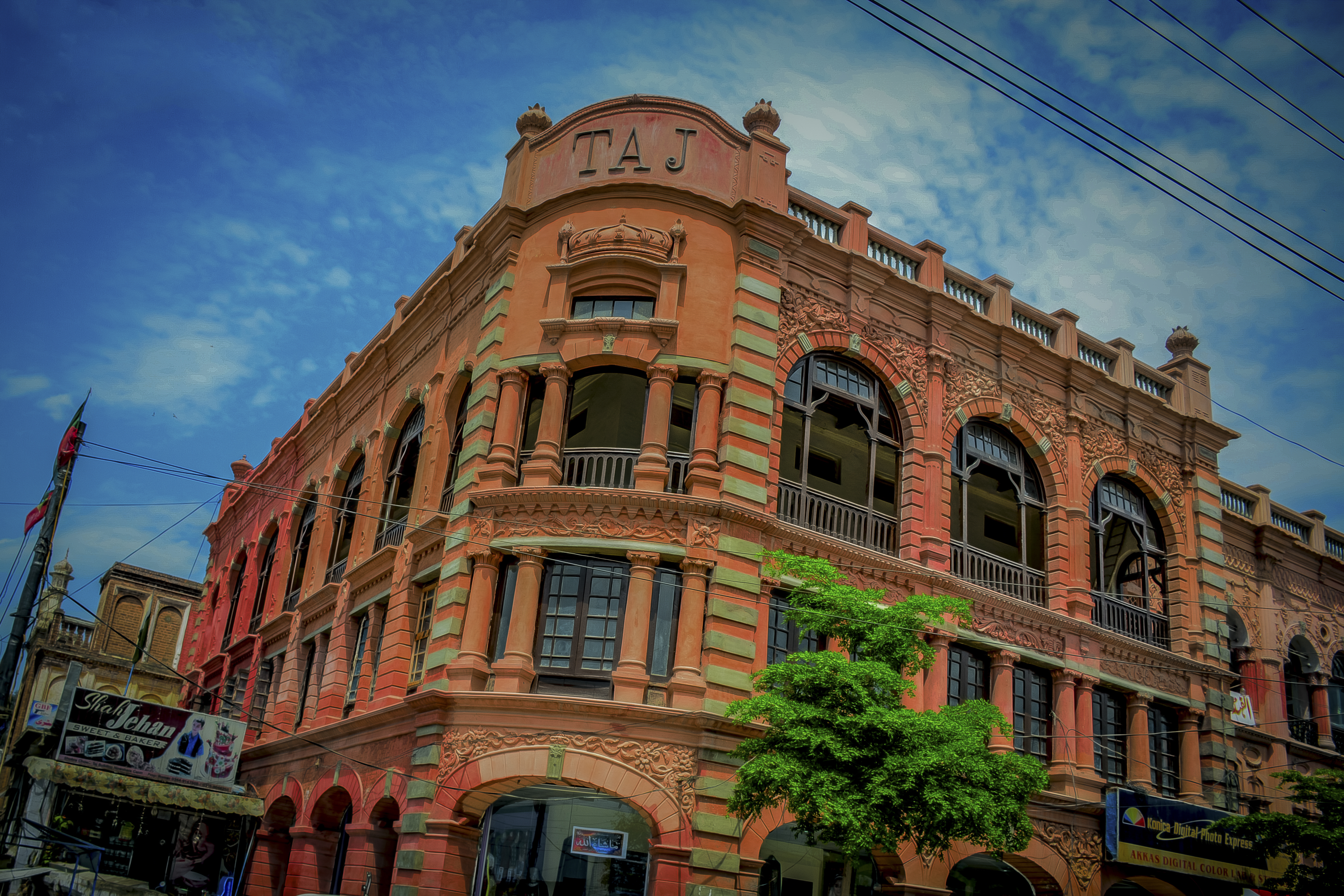
瑙謝拉泰姬劇院，為英國殖民時期建築

瑙谢拉（pronunciationⓘ, pr. Nowkhār pronunciationⓘ）是巴基斯坦開伯爾－普赫圖赫瓦省的城市，瑙謝拉縣首府，人口120,131（2017年）。瑙謝拉位於喀布爾河畔，位於省會白沙瓦以東約27英里（43公里）處。